# Минерални-Бани
Минерални-Бани (болг. Минерални бани) — село в Болгарии. Находится в Хасковской области, входит в общину Минерални-Бани. Население составляет 1 252 человека.

## Политическая ситуация
Минерални-Бани подчиняется непосредственно общине и не имеет своего кмета.
Кмет (мэр) общины Минерални-Бани — Орхан Шабан Мюмюн (Движение за права и свободы (ДПС)) по результатам выборов в правление общины.